# Glenn Strömberg
Glenn Peter Strömberg (* 5. Januar 1960 in Brämaregården, Göteborg, Schweden) ist ein ehemaliger schwedischer Fußballspieler. Der Mittelfeldspieler, der mit der schwedischen Nationalmannschaft an der Weltmeisterschaftsendrunde 1990 teilnahm, spielte im Laufe seiner aktiven Karriere in seinem Heimatland, Portugal und Italien. 1985 erhielt er den Guldbollen als Schwedens Fußballer des Jahres.

## Werdegang

### Karrierestart in Schweden und Europapokaltriumph
Strömberg begann mit dem Fußballspielen bei Lerkils IF, für den er als Jugendlicher auch Tischtennis spielte. 1976 schloss er sich der Nachwuchsabteilung des IFK Göteborg an. Dort holte ihn der neu verpflichtete Trainer Sven-Göran Eriksson am Anfang der Spielzeit 1979 in den Erstligakader und ließ ihn im April anlässlich eines Heimspiels gegen Kalmar FF im Ullevi in der Allsvenskan debütieren. Durch seinen kraftvollen Einsatz und seine Laufbereitschaft etablierte sich der Nachwuchsspieler schnell in der Mannschaft um Conny Karlsson, Håkan Sandberg, Torbjörn Nilsson und Jerry Carlsson, die im Sommer 1979 durch einen 6:1-Erfolg über Åtvidabergs FF den schwedischen Landespokal gewann.
In seiner Debütsaison 1979 belegte Strömberg mit der Mannschaft hinter Halmstads BK den zweiten Platz. Auch in den folgenden Jahren spielte er mit ihr regelmäßig um den schwedischen Meistertitel, der große Wurf wurde jedoch verpasst. Nach einer weiteren Vizemeisterschaft in der Spielzeit 1981 trat die von Eriksson betreute Mannschaft im UEFA-Pokal an. Hier wirkte er in den Spielen gegen Valkeakosken Haka, den SK Sturm Graz, Dinamo Bukarest, den FC Valencia und den 1. FC Kaiserslautern mit und zog mit der Mannschaft in die Endspiele um den UEFA-Pokal 1981/82 gegen den Hamburger SV ein. Im Hinspiel in Göteborg gelang durch ein spätes Tor von Tord Holmgren ein 1:0-Erfolg und durch konsequentes Konterspiel aus einer sicheren Abwehrkette im Rückspiel führten die Torschützen Dan Corneliusson, Nilsson und Stig Fredriksson die Mannschaft zu einem 3:0-Auswärtserfolg, der den Europapokaltriumph bedeutete. Nachdem Östers IF im Sommer im Pokalfinale geschlagen wurde, erreichte Strömberg mit dem Klub am Ende der Spielzeit 1982 – nachdem die reguläre Spielzeit auf dem ersten Tabellenplatz beendet worden war, setzte sich der Klub im Finale der Meisterschaftsendrunde gegen Hammarby IF durch – den Triplegewinn.
Durch seine guten Leistungen und die Erfolge im Rücken machte Strömberg Nationaltrainer Lars Arnesson auf sich aufmerksam. Im Juni 1982 debütierte er anlässlich eines Vorbereitungsspiels der Nationalmannschaft der Sowjetunion zur Weltmeisterschaft 1982, zu der sich die schwedische Auswahl als Dritter der Qualifikationsgruppe hinter Schottland und Nordirland nicht qualifiziert hatte, im Nationaljersey. In der Folge entwickelte er sich zu einer Stammkraft im Mittelfeld der Auswahl.

### Jahre im Ausland
Im Ausland durch den Europapokalerfolg bekannt, hatte Eriksson im Sommer seinen Trainerposten bei IFK Göteborg zugunsten seines vormaligen Assistenten Gunder Bengtsson aufgegeben und ein Angebot des portugiesischen Klubs Benfica Lissabon angenommen. Nach dem Ende der schwedischen Meisterschaft im Herbst holte er Strömberg zu seinem neuen Klub, mit dem er beinahe den Triplegewinn wiederholte. Mit der Mannschaft um Diamantino Miranda, Fernando Chalana und Humberto Coelho gewann er einerseits die Landesmeisterschaft, als der FC Porto vier Punkten Vorsprung auf den zweiten Platz in der Liga verwiesen wurde, und andererseits mit einem 1:0-Finalsieg gegen den Rivalen aus Porto am 21. August 1983 den Landespokal. Zudem erreichte er die Endspiele des UEFA-Pokals 1982/83, gegen den RSC Anderlecht verpasste er nach einer 0:1-Hinspielniederlage durch ein Tor von Kenneth Brylle aufgrund eines 1:1-Remis nach Toren von Shéu und Juan Lozano auf der Gegenseite den erneuten Europapokaltriumph. In der folgenden Spielzeit dominierte Strömberg mit seinem Klub erneut die Meisterschaft. Im Europapokal der Landesmeister 1983/84 erreichte er mit ihm nach Erfolgen über Linfield FC und Olympiakos Piräus das Viertelfinale, in dem sich der spätere Titelträger FC Liverpool mit zwei Siegen durchsetzte.
Nach anderthalb Jahren in Portugal folgte Strömberg dem Ruf der italienischen Serie A und unterschrieb einen Kontrakt beim Aufsteiger Atalanta Bergamo. Beim lombardischen Klub war er auf Anhieb Stammspieler und gehörte zu den Stützen der im Abstiegskampf befindlichen Mannschaft. Insbesondere durch gute Leistungen in der Nationalmannschaft im Rahmen der Qualifikation zur Weltmeisterschaft 1986 – zwischenzeitlich deutete vieles auf eine Teilnahme hin, erst die erste Niederlage der deutschen Nationalmannschaft in einem WM-Qualifikationsspiel durch eine 0:1-Niederlage gegen Portugal beraubte die Schweden mit einem Punkt Rückstand auf die Südeuropäer des WM-Traums – zeichneten ihn der Svenska Fotbollförbundet und Aftonbladet Ende 1985 als Fußballer des Jahres aus.
Nach einem achten Platz mit Atalanta in der Spielzeit 1985/86 stieg Strömberg im folgenden Jahr mit der Mannschaft als Tabellenvorletzter ab. Parallel zur enttäuschenden Ligaspielzeit war die Mannschaft im Landespokal erfolgreicher und erreichte das Endspiel. Gegen den Meister SSC Neapel sie chancenlos, nach Hin- und Rückspielniederlagen konnte sich Strömberg aber mit der Teilnahme am Europapokal der Pokalsieger 1987/88 trösten. Dort erreichte er mit dem Zweitligisten nach Erfolgen über Merthyr Tydfil FC, OFI Kreta und Sporting Lissabon das Halbfinale. Gegen den späteren Europapokalsieger KV Mechelen verlor er mit der Mannschaft beide Spiele. Neben dem Erfolg auf internationaler Ebene war die Spielzeit auch in der Serie B erfolgreich und er schaffte mit dem Klub den direkten Wiederaufstieg.
Während Strömberg mit dem Klub in den beiden folgenden Jahren in den UEFA-Pokal einzog, kehrte er mit der schwedischen Nationalmannschaft in den Kreis der führenden Mannschaften zurück. Einzig bei den Duellen gegen England, die jeweils mit 0:0-Unentschieden endeten, musste er an der Seite von Glenn Hysén, Anders Limpar, Roger Ljung und Mats Magnusson mit der Auswahlmannschaft Punktverluste hinnehmen und qualifizierte sich als Gruppenerster für das Weltmeisterschaftsturnier 1990 in Italien. Dieses verlief jedoch für die Skandinavier enttäuschend. In einer Gruppe mit Brasilien, Costa Rica und Schottland musste die Mannschaft drei 1:2-Niederlagen einstecken und trotz eines Tores von Strömberg im Spiel gegen Schottland als Gruppenletzter vorzeitig abreisen. Im Anschluss beendete er seine Nationalmannschaftskarriere.
In der an die Weltmeisterschaft anschließenden Serie-A-Spielzeit blieb auch für Strömbergs Klub der Erfolg aus. Als Tabellenzehnter verpasste der Mittelfeldspieler mit der Mannschaft einen internationalen Wettbewerb. 1992 beendete er schließlich seine aktive Laufbahn.

### Nach der aktiven Karriere
Strömberg arbeitete als Medienexperte für Fußball. Einerseits trat er hier im schwedischen Fernsehen auf, andererseits arbeitete er für das italienische Fernsehen und italienische Zeitungen.
Während seiner Zeit in Italien mit der dortigen Lebenskultur in Kontakt gekommen, gründete Strömberg ein eigenes Feinkostunternehmen. Unter seinem Namen vertreibt er diverse Produkte wie bspw. Grappa. Zudem veröffentlichte er Kochbücher über die mediterrane Küche.